# Latridius anthracinus
Latridius anthracinus är en skalbaggsart som beskrevs av Mannerheim 1844. Latridius anthracinus ingår i släktet Latridius, och familjen mögelbaggar. Arten är reproducerande i Sverige.